# Казновиця
Казновиця (первинна назва — Казановіца, скорочення від казахська нова кирилиця)  — система практичної транскрипції тюркських мов. 
Основна ідея системи  — відмова від використання букв додаткової кирилиці та заміна їх на буквосполучення (диграфи) близьких за звучанням кириличних літер з твердим або м'яким знаком, а також заміни казахської "i" ідентичною за написанням латинською "i".
Принцип використання диграфів із твердим та м'яким знаком запозичений з кумицької та ногайської писемностей, а також з ряду писемностей північнокавказьких народів (чеченців, лаків, аварців та інших) 
Розробники: дизайнер Андрій Сєргєєв та філолог Канат Тумиш, віце-консул Республіки Казахстан в Турецькій Республіці. 
Система була достатньо популярною з 2000 по 2002 через нерозвиненість Unicode в операційних системах, внаслідок чого відображення букв додаткової  кирилиці виливалося в нетривіальну задачу для web-майстрів. Останнім часом, у зв'язку з поширенням ОС Windows XP, Казновиця стає менш актуальною, проте має місце у web-листуванні, коли немає можливості використовувати казахську, татарську, башкирську та інші подібні клавіатурні розкладки. 
| Букви розширеної кирилиці | Диграфи Казновиці |
| ------------------------- | ----------------- |
| Ә ә                       | АЬ аь             |
| Ғ ғ                       | Г' г'             |
| І і                       | I i (іь, іь)      |
| Қ қ/Ҡ ҡ                   | Кь Кь             |
| Ң ң                       | нь нь             |
| Җ җ                       | Ж' ж'             |
| Ө ө                       | ОЬ оь             |
| Ұ ұ                       | У' у'             |
| Ү ү                       | уь уь             |
| Һ һ                       | Х' х'             |
| Ҫ ҫ                       | зй зй             |
| Ҙ ҙ                       | зь зь             |